# Gillian Carleton
Gillian Carleton (nascida em 3 de dezembro de 1989) é uma ciclista canadense que participa em competições de ciclismo de estrada e pista.
Ela conquistou uma medalha de bronze representando o Canadá nos Jogos Olímpicos de Verão de 2012, em Londres, competindo na prova de perseguição por equipes.